# Whiskey (Maroon 5)
Whiskey è un singolo del gruppo musicale statunitense Maroon 5, pubblicato il 20 ottobre 2017 come secondo estratto dal sesto album in studio Red Pill Blues.
Il singolo ha visto la partecipazione del rapper statunitense ASAP Rocky.

## Formazione
Gruppo
- Adam Levine – voce
- PJ Morton – tastiera

Altri musicisti
- ASAP Rocky – voce
- John Ryan – programmazione, voce aggiuntiva

Produzione
- Jacob "J Kash" Hindlin – produzione esecutiva, produzione
- Adam Levine – produzione esecutiva
- John Ryan – produzione, produzione parti vocali
- Hector Delgado – produzione aggiuntiva, registrazione e ingegneria del suono per ASAP Rocky
- Noah "Mailbox" Passovoy – ingegneria del suono, montaggio digitale
- Eric Eylands – assistenza tecnica
- Ben Sedano – assistenza tecnica
- Șerban Ghenea – missaggio
- John Hanes – assistenza al missaggio
- Randy Merrill – mastering